# オクス駅お化け
『オクス駅お化け』（オクスえきおばけ、原題: 옥수역 귀신）は2023年公開の韓国のホラー映画。脚本に高橋洋、脚本協力に白石晃士といった、邦画界でホラーを撮っていた監督・脚本家が参加した日韓合作である。英題はThe Ghost Station。

## 概要
韓国の大手ポータルサイト"ネイバー"のウェブトゥーンミステリー短編で2011年に発表され、1億ページビューと平均9.84/10点の高レビューを記録した、ホ・ラン作のホラー漫画『オクス駅お化け』を原作としている。ただし原作にあたる部分は、駅のホームで踊っているように見える女性が実はお化けだった、というような映画冒頭の短いシークエンスだけである。
韓国ソウルに実在するオクス駅を舞台に、閲覧数稼ぎのネタに人身事故の取材を進めるWEBニュースの女性記者が、駅にまつわる怪異に遭遇する。次々と犠牲者を出しながら、彼女はオクス駅の過去に絡んだ恐るべき呪いの真相に突き当たる。
日本の劇場公開時には、映倫によりPG12区分(12歳未満の鑑賞は保護者の助言や指導が必要)に指定された。

## 製作
2015年頃に高橋洋のもとに本作のプロデューサー、イ・ウンギョンから「韓国のウェブトゥーンを長編映画のシナリオにできないか」とメールを通じて打診があり、「ついてはソウルでシナリオ・ハンティングしませんか」と高橋を誘ったのがきっかけであった。「呪いや恐怖の根源をどうやって成立させようか考えているうちに、社会問題や実際の事件と結びついていくことが多い」と語る高橋は
、戦後間もない日本で起きた寿産院事件に以前から興味を抱いており、この産院を養護施設に変更してプロットに組み込んだ。
イ・ウンギョンが日本の脚本家である高橋洋に白羽の矢を立てたのは、韓国でみんなが怖いと思っているホラーが東宝映画『リング』だったので、その脚本家の高橋にストレートに依頼したと明かしている。
ソウルのオクス駅取材で、駅員たちから人身事故や幽霊の話を聞いた高橋が2015年にシナリオ第一稿を執筆。しかし入り組んだ複雑なプロットだったことから、一度検討を要するために時間が開いてしまった。イ・ウンギョンは高橋の第一稿を読んで怖いと思った骨格は残して欲しいと、韓国側のスタッフにも頼んだという。10代の観客をターゲットにしたい韓国側の要望で、白石晃士とイ・ソヨンが改稿に参加。当初よりもシンプルな内容になっているが、“WEB媒体の女性記者と駅員が、オクス駅で起きた謎の事件を追いかけて、その根源である施設の過去に突き当たる”という全体の骨子は、最初に高橋が書いたアイデアの通りである。
完成した映画を観た高橋は「僕が作った複雑なストーリーを本当にシンプルに、エンタメにしてくれて。たぶん僕1人では、ここまでのものにはならなかった。」「日本人が考えている怖いことと、韓国の人が考えている怖いことの融合なので、そこを楽しんで頂けたらと思います。ついにそういうことが実現できたっていうのは、とても嬉しいことでした。」と評している。

## あらすじ
取材の段取りミスが原因で、5,000万円相当の示談金を求められたWEBニュースの女性記者ナヨン。モ社長から叱責を受けつつも、PV（ページビュー）数の高いヒット記事を書けば、その示談金を肩代わりしてやると焚きつけられる。目立てばゴシップ記事でも良いとする取り組み方は、自分が目指すジャーナリズム精神に反すると悩むナヨンだが、失敗の穴埋めのため背に腹は代えられない。
ある日、オクス駅地下にある廃駅のホームから降りたテホという男が、線路上で棒立ちになったまま回送電車に轢かれて死亡する。ナヨンは駅で働くウウォンと共に、自殺に見える人身事故を記事化しようと調査を開始した。テホが轢かれる瞬間の映像を監視カメラの記録から手に入れたウウォンは、ホームの下に子供がいたとナヨンに話す。ウウォンひとりの証言では信憑性がないと思ったナヨンは、霊感の強い父を持つ湯灌師のヨムからも、事故の直後にホームの真下で子供を目撃した話を聞く。ヨムが名前を尋ねたその男児は、4桁の番号が書かれたタグを無言で示したという。
ナヨンはテホを轢いた電車の運転士に取材を行なうが、彼はずっと様子がおかしく“離れないんだ”とつぶやき、4桁の番号をうわ言のように繰り返す。運転士の取材内容を掲載した結果、記事のPVは伸びるが、モ社長は該当の運転士は昨晩自殺を遂げているのに、いったい誰に取材をしたのだと激怒した。ナヨンは運転士と会ったホームの映像を監視カメラの記録で確かめるが、そこには誰もいない場所へ話しかけている自分の姿が映っていた。
ナヨンは線路上で轢死したテホの妹テヒと接触するものの、テヒは兄と過ごした幼少期の記憶が思い出せず、催眠療法で過去に戻ろうとすると井戸が見える所でいつも止まってしまうと語る。テヒは兄の遺品の中から、オクス児童養護施設という建物の前で父、兄と幼い自分が写っている写真を発見し、自分の思い出せない過去はオクス駅と何か関連があるのではないかと考える。さらに兄の遺品のスマートフォンに、彼がオクス駅の線路上を進みながら、ある物を見つける動画が残されていた。
変死した遺体の腕や身体に残っている爪痕の傷、4桁の番号、児童養護施設、井戸、子供、そしてオクス駅。これらを繋ぐ謎が、ナヨンとウウォンの前に次第に浮かび上がってくる。

## スタッフ
- 監督 –チョン・ヨンギ
- 製作 – イ・ウンギョン、イ・ヨンミン、イ・ヘギョン
- 脚本 – 高橋洋、イ・ソヨン
- 脚本協力 – 白石晃士
- 助監督 – イ・セジョン
- 美術 – イ・ヒョンジュ
- 撮影 – ソン・サンジェ
- 編集 – イム・シンミ

## キャスト
※括弧内は日本語吹替
- パク・ナヨン – キム・ボラ（小松未可子）
- チェ・ウウォン – キム・ジェヒョン（斉藤壮馬）
- テヒ – シン・ソユル（葛原詩織）
- モ社長 – キム・スジン（浅野まゆみ）
- スンジュン – オ・ジンソク（白石兼斗）
- 湯灌師ヨム・スプサ – キム・ガンイル（咲野俊介）
- テホ – パク・チェハン
- 運転士 – キム・グァンヒョン